# Грінценс
Грінценс (нім. Grinzens) —  громада округу Інсбрук-Ланд у землі Тіроль, Австрія.
Грінценс лежить на висоті  945 м над рівнем моря і займає площу  28,71 км². Громада налічує 1342 мешканців. 
Густота населення 47/км².  
|                                   |
| Грінценс на мапі округу та землі. |

 Адреса управління громади: Kirchgasse 7, 6095 Grinzens. 

## Демографія
Історична динаміка населення міста за даними сайту Statistik Austria

## Виноски
1. ↑  Dauersiedlungsraum der Gemeinden Politischen Bezirke und Bundesländer - Gebietsstand 1.1.2018 — Статистичне управління Австрії.
2. ↑  https://www.statistik.at/blickgem/blick1/g70315.pdf
3. ↑  www.grinzens.tirol.gv.at. Архів оригіналу за 12 червня 2022. Процитовано 12 червня 2022.
4. ↑  Gemeindedaten von Grinzens. Архів оригіналу за 27 грудня 2008. Процитовано 17 липня 2013.

| Австрія | Це незавершена стаття з географії Австрії. Ви можете допомогти проєкту, виправивши або дописавши її. |